# Кохан, Виталий Олегович
Виталий Олегович Кохан (29 августа 1987) — современный украинский художник, живописец, график, автор объектов и инсталляций, ленд-артист. Живёт и работает в Харькове.

## Биография
Виталий Кохан родился 29 августа 1987 года в городе Сумы. В 2006 году окончил Сумское высшее училище искусств и культуры им. Д. Бортнянского. В 2012 году окончил Харьковскую государственную академию дизайна и искусств.

## Персональные выставки
- 2017 — «Капсула времени», Stedley Art Foundation (Киев)
- 2017 — «Мара II», вместе с Екатериной Бучацкой, Port creative hub (Киев)
- 2016 — «Мара І», вместе с Екатериной Бучацкой, Port creative hub (Киев)
- 2015 — «ПЦ 1500 Н», Муниципальная галерея (Харьков, Украина)
- 2014 — «Cerstve ovocie», Галерея «Ефремова 26» (Львов, Украина)
- 2014 — «Фундамент», в рамках Международного биеннале молодёжных проектов NonStopMedia, Муниципальная галерея (Харьков, Украина)
- 2014 — «Ничего нового», галерея «АкадемАrt» (Сумы, Украина)
- 2013 — «Other / Unknown technique», галерея «VOVATANYA» (Харьков, Украина)
- 2013 — «Indeed for a while», в рамках программы резиденций K.A.I.R. (Кошице, Словакия)
- 2012 — «Без названия», Муниципальная галерея (Харьков, Украина)
- 2012 — «Между собакой и волком», «галерея 21» (Сумы, Украина)
- 2009 — «Консервация идей», вместе с Иваном Светличным, галерея «Гараж» (Харьков, Украина)
- 2009 — «Новая история», вместе с Иваном Светличным, Харьковский художественный музей, (Харьков, Украины)
- 2006 — «Ночь», вместе с Олегом Карпеевым и Артуром Самофаловым, галерея «СГА» (Сумы, Украины); галерея «Ирэна» (Киев)

## Резиденции, симпозиумы и фестивали
- 2020—2006 — Ленд-арт симпозиум Могрица (Могрица, Украина)
- 2017 — Фестиваль ленд-арта «Баба Род» (Львов, Украина)
- 2017 — Ленд-арт программа Международного фестиваля кино и урбанистики «86» (Славутич, Украины)
- 2017 — «От общего корня», Новая арт-резиденция украинцев в Европе, соорганизатор — Международный симпозиум современного искусства BIRUCHIY (Клементовице, Польша)
- 2016 — Резиденция в программе «ПогранКульт: ГалицияКульт» (Харьков, Украина)
- 2016 — Международный симпозиум современного искусства BIRUCHIY 016 (полуостров Бирючий, Украины)
- 2016 — Лэнд-арт симпозиум Хортица (Запорожье, Украина)
- 2015 — Резиденция «Над Богом» (Винница, Украина)
- 2015- Международный симпозиум "Иршанск. Рекреация "(Иршанск, Украина)
- 2014 — Международный симпозиум современного искусства BIRUCHIY 014 (полуостров Бирючий, Украины)
- 2014 — Симпозиум «АртПоле» (Униж, Украина)
- 2013 — Международный симпозиум современного искусства BIRUCHIY 013 (полуостров Бирючий, Украины)
- 2013 — Indeed for a while, в рамках «Ночи музеев», Муниципальная галерея (Харьков, Украина)
- 2011 — «В ожидании наполнения», ленд-арт программа фестиваля «АртПоле» (Чуфут-Кале, Крым, Украина)
- 2008 — «Каляки-маляки», Международное биеннале молодёжных проектов NonStopMedia, Муниципальная галерея (Харьков, Украина)

## Групповые проекты
- 2021 — Artificial pain. YermilovCentre, Kharkiv.
- 2020 — Artificial pain / Ukrainian contemporary art Center of Contemporary Art Znaki Czasu in Toruń (Poland)
- 2019 — Вторая Биеннале молодого искусства «Кажется, я захожу в наш сад» (Харьков, Украины)
- 2019 — FRONTIER VR Art Festival (Харьков, Киев)
- 2018 — Одинаково разные. Части речи, Институт проблем современного искусства (Киев)
- 2018 — Stillleben. Kharkiv, Муниципальная галерея (Харьков, Украина)
- 2018 — Выставка номинантов Премии PinchukArtCentre, PinchukArtCentre (Киев)
- 2018 — «Uтопия: трансформации украинского Востока», Izone (Киев)
- 2018 — Census, Афро-азиатский институт (Грац, Австрия)
- 2017 — Фестиваль молодых украинских художников «Сегодня, так и не наступило», Художественный арсенал (Киев)
- 2017 — Art and Film Biennale Kyiv / Trading Illusions, Национальный музей Тараса Шевченко (Киев)
- 2017 — "Forpost. Живопись, графика, скульптура художников Востока и Юга Украины ", галерея «Арт-кафедра» (Луцк, Украина)
- 2017 — "Песня о Буревестнике. Краткий курс ", проект Харьковской муниципальной галереи / 5-Одесская Биеннале современного искусства (Одесса, Украина)
- 2017 — Киевская художественная неделя (Киев)
- 2016 — Воплощая Миссия. Искусство и бизнес, М17 Contemporary Art Center (Киев)
- 2016 — Фотосинтез, Voloshyn Gallery (Киев)
- 2016 — Квартирная выставка, посвященная Вагрич Бахчанян (Харьков, Украина)
- 2016 — Stopień Zależności / Степень Зависимости / Dependence degree, BWA галерея современного искусства (Вроцлав, Польша)
- 2016 — Sex Dialogues, YermilovCentre (Харьков, Украина)
- 2016 — Киевская художественная неделя (Киев)
- 2015 — «Internal Territories», Художественный музей (Бердянск, Украина)
- 2015 — «Ботаника», галерея «Come In» (Харьков, Украина)
- 2015 — Международный паблик-спейс проект «Understanding / Понимание» (Харьков, Украина)
- 2015 — «Internal Territories» для проекта «SHREDDING MAPS», культурный центр Giesinger Bahnhof (Мюнхен, Германия)
- 2014 — «Площадь свободы», YermilovCentre (Харьков, Украина)
- 2014 — «Indemonstrable», галерея «In primo luogo» (Турин, Италия) Turin, Italy
- 2014 — «Течение», Contemporary Art Space (Батуми, Грузия) Draught
- 2014 — «Золотой дождь над нами», Closed Cluster # 10 (Киев)
- 2014 — Ленд-арт программа в пределах ARTPOLE.LU, Усадьба Мсциховского, Селезновка (Алчевск, Украина) / групп Mstsykhovskiy’s manor Seleznivka / Alchevsk
- 2013 — Система координат, YermilovCentre (Харьков, Украина)
- 2013 — «Индустриальный рай», Институт проблем современного искусства (Киев)
- 2013 — «Сила IT и жизнь гения», музей «Духовные сокровища Украины» (Киев)
- 2013 — «Выставка работ в усадьбе Долгорукого», Усадьба Долгорукого (Мирополье, Украина)
- 2013 — «Интроверсия», М17 Contemporary Art Center (Киев)
- 2013 — «Запасной выход», ледовые объекты на городских улицах, в рамках проекта Goethe-Institut в Украине (Харьков, Украина)
- 2012 — «Социальная эйфория», Институт проблем современного искусства (Киев)
- 2012 — «Запасной выход», инсталляции в витринах городских зданий, в рамках проекта Goethe-Institut в Украине (Харьков, Украина)
- 2012 — «Художественная карта Украины», Музей современного искусства Украины (Киев)
- 2011 — «Коллективные сновидения», Институт проблем современного искусства (Киев)
- 2011 — «Выставка молодых художников», галерея «Soviart» (Киев)
- 2011 — «Песочница», галерея «Маэстро» (Харьков, Украина)
- 2010 — Выставка молодёжной самоорганизации, Творческий экспозиционный центр «ТЭЦ» (Харьков, Украины)
- 2010 — «Школа живописи», Арт-центр Павла Гудимова «Я Галерея»(Киев)

## Кураторские работы
- 2020—2017 — Кураторские группы, Ленд-арт симпозиум Могрица (Могрица, Украина)
- 2019 — Выставка «Большее пространство», YermilovCentre (Харьков, Украина), в сотрудничестве с кураторами Натальей Маценко, Константином Зоркиным и Станиславом Туриным.